# Elisa Vanni
Elisa Vanni (Pisa, 22 aprile 1977) è un'ex schermitrice e maestra di scherma italiana, specializzata nel fioretto e nella sciabola.

## Biografia
Comincia a praticare la scherma nel 1987, presso la società di Pisa del U.S. Pisascherma. Rimarrà legata al sodalizio pisano per tutta la sua carriera agonistica. Inizia con la specialità del fioretto, allora unica "arma" aperta alle donne, dove si distingue per i risultati già dalle categorie giovanili.
Suo primo maestro fu Luciana Di Ciolo. Successivamente passa sotto la guida del Maestro Antonio Di Ciolo e risulta tra le prime fiorettiste nelle classifiche nazionali giovanili. Sarà però nella sciabola, introdotta nell'ambito femminile alla fine degli anni novanta, a trovare la sua consacrazione d'atleta, arrivando sotto le cure tecniche del maestro Enrico Di Ciolo anche a essere convocata nel collegiale permanente della Nazionale Italiana.
Nel suo palmarès piazzamenti nelle maggiori gare nazionali quali gli "Open", i "Seniores" e gli "Assoluti". Nel 1999 sfiora il successo ai campionati italiani assoluti, dove giunge al 2º posto sconfitta in finale da Anna Ferraro, l'anno dopo si aggiudica il trofeo "Open Pellegrino", vincendo le tappe di Genova ed Ostia e giungendo 3º ad Ancona. Miglior risultato internazionale sarà il 13º posto ottenuto nella prova di "Coppa del Mondo" di Foggia nel 1999 e 2000,in generale non ha mai raggiunto livelli apprezzabili in competizioni internazionali rimanendo sempre atleta di solo interesse nazionale.
Nel 2004 termina la sua carriera agonistica ad alto livello, con un 4º posto a squadre della sua società ai Campionati Italiani Assoluti, e comincia l'attività di istruttrice presso la società del C.U.S. Siena, dove resterà per due stagioni. Nel settembre del 2006 rientra all'U.S. Pisascherma.

## Palmarès
- Campionati italiani assoluti: 
  - Sciabola femminile
    - 1999: argento individuale, oro a squadre
    - 2000: argento a squadre
    - 2001: oro a squadre
- Open "Pellegrino":
  - Fioretto femminile
    - 1999
      - 2º classificata prova a Siena

  - Sciabola femminile
    - 1999:
      - 3º classificata prova a Siena
      - 2º classificata prova a Ivrea

    - 2000: Vincitrice Classifica Finale
      - 1º classificata prova a Genova
      - 1º classificata prova a Ostia
      - 3º classificata prova a Ancona
- Campionati Italiani Seniores:
  - Fioretto femminile
    - 1999: argento individuale

  - Sciabola femminile
    - 2002: bronzo individuale
- Campionati Italiani Master - cat. 0 (30-39 anni)
  - Sciabola femminile
    - 2007: oro individuale
    - 2011: oro individuale